# Amephana dalmatica
Amephana dalmatica là một loài bướm đêm trong họ Noctuidae.